# La Costa (Santa Rosa)
Pour les articles homonymes, voir La Costa.
La Costa est une localité rurale argentine située dans le département de Santa Rosa, province de Mendoza. Elle se trouve à 3 km du chef-lieu du département, sur la route provinciale 50.

## Économie
La principale activité professionnelle dans la ville, comme dans toute la province, est la production de vin et se distingue par la cave Fantelli, appartenant à la famille Fantelli, fondée en 1974 par Jesús Carlos Fantelli, accompagné de son épouse Ermelinda Lamia. Don Carlos, qui à cette époque travaillait depuis longtemps dans le secteur en tant qu'employé, ajouté à l'expérience personnelle d'accompagner son père depuis son enfance dans les activités de son vignoble, a pris l'initiative de lancer sa propre entreprise. Avec seulement quelques hectares cultivés et quelques mètres couverts dans un petit bâtiment, elle a commencé à travailler à la réalisation de son rêve et de celui de sa famille. Le temps a passé et le projet a commencé à devenir réalité, comptant sur la contribution fondamentale de plus de 30 familles, qui se sont engagées.
Elle est spécialisée dans la fourniture de solutions intégrales pour les projets de transport, ainsi que pour le transport de l'énergie électrique, dans le cadre d'une assurance qualité de ses produits et processus.
On trouve également dans cette ville la Feria Mendocina de Santa Rosa, une association de vente en gros de vêtements située sur la route nationale 7 entre les rues Valli et Suárez.